# Лъв (съзвездие)
Вижте пояснителната страница за други значения на Лъв.
Лъв е съзвездие, видимо от северното полукълбо. То е част от зодиака и има астрологически символ ♌. От запазени свидетелства се установява, че съзвездието е идентифицирано и именувано още в Месопотамия, през V хил. пр.н.е. Името се запазва и предава през различни езици и култури, напр. персийското Ser или Shir, сирийското Aryo, индийското Simha. В представите на древните гърци съзвездието символизира Немейския лъв, убит от Херакъл.
Зодиакалното съзвездие Лъв е разположено под Голямата мечка и се намира в област, бедна откъм светли звезди. Поради тази причина основната фигура на това съзвездие се откроява ясно върху нощния небосвод. Най-светлата му звезда Регул (α Leonis) и звездите му от втора величина β, γ и δ образуват трапец. При съчетаването на Регул с още няколко звезди се получава фигура, която наподобява приседнал лъв.
В съзвездието се намира радиант на метеорния поток Леониди, който е активен през ноември.

## История
Според народното предание, страшният звяр отвличал красиви и невинни девойки в своята бърлога. Целта му – да примами и убие по този начин смелите юнаци и воини, дошли да ги спасят. Не след дълго, след като получил поредното си задание, дошъл и героят Херакъл. Виждайки, че лъвът е недосегаем за всяко едно оръжие (саби, мечове, боздугани, стрели), синът на Зевс разбрал, че единственият начин да победи чудовището, е като го убие с голи ръце. Той го удушил, спасил затворените девойки, а животинската му кожа наметнал около гърба си, за да го пази от вражеските оръжия. Зевс, на свой ред, увековечил труда на сина си, като издигнал Немейския лъв на небето като ярко съзвездие.

## Интересни факти
- Лъвът се нарежда на 12-о място по големина сред съзвездията, заемайки площ от 947 кв. градуса.
- Съзвездието се намира във втори квадрант на северното полукълбо (NQ2).
- Лъвът може да бъде видян между географските ширини + 90° и -65°.
  - Най-добрата видимост към него е в 21.00 часа през април.
  - Намира се до съзвездията Голяма мечка, Малък лъв, Рис, Рак, Хидра, Секстант, Чаша, Дева и Косите на Вероника.
    - Най-ярката звезда в съзвездието се нарича Регул (Алфа Лъв).

Интересни факти 
Лъвът се нарежда на 12 място по големина сред съзвездията заемайки 947кв. градуса. 
Най-добрата видимост към съзвездието е 21:00 часа през месец Април.
Най-ярката звезда в съзвездието се нарича Регул (Алфа Лъв).